# Oldřich Friš
Oldřich Friš (7. května 1903 Boskovice – 14. ledna 1955 Praha) byl český indolog, vysokoškolský profesor a překladatel ze starých indických jazyků.

## Život
Po maturitě na gymnáziu v Boskovicích studoval v letech 1922–1927 klasickou a slovanskou filologii na Filozofické fakultě Univerzity Karlovy. Vedle toho absolvoval přednášky z indické historie a indoevropského srovnávacího jazykozpytu, z toho v letech 1924–1925 tři semestry v Berlíně. Po ukončení vysokoškolského studia působil jako učitel na středních školách ve Strakonicích a v Praze, od roku 1930 v Prešově, později v Mělníku a v letech 1932–1945 v Tišnově.
Současně se svou učitelskou praxí se soukromě věnoval indologii. Roku 1945 dokončil u profesora Vincence Lesného disertační práci s názvem Sattasaí a její místo v indické lyrice. Roku 1948 habilitoval prací Recenze Amarušataka a byl jmenován soukromým docentem Univerzity Karlovy a roku 1949 působil na Filozofické fakultě Univerzity Palackého v Olomouci. Po návratu na Karlovu univerzitu byl roku 1950 jmenován odborným asistentem, roku 1951 státním docentem, roku 1952 zástupcem vedoucího Katedry filologie a dějin Předního východu a Indie, roku 1953 vedoucím této katedry a roku 1954 profesorem staroindické filozofie a děkanem Filozofické fakulty Univerzity Karlovy. Zabýval se filologií indických jazykù a starou íránistikou, věnoval se studiu staroindické společnosti i po stránce literárně-historické a zasloužil se o rozšíření oboru indologie o studia moderních jazyků a literatur.
Vedle své vědecké a pedagogické práce působil rovněž jako překladatel ze starých indických jazyků (sanskrt, prákrt) a jako publicista. Roku 1946 se stal členem redakční rady a od roku 1951 šéfredaktorem časopisu Nový Orient. Od roku 1952 byl členem ediční rady Malé knižnice Orientu a od roku 1953 šéfredaktorem Archívu orientálního, vědeckého časopisu pro výzkum historie, jazyků, kultury, náboženství a ekonomiky zemí Asie a Afriky.

## Knižně vydané překlady
- Amaru a Bharthari: Sloky o lásce, moudrosti a odříkání, SNKLHU, Praha 1959,
- Bilhana: Dnes ještě, Nakladatelství Československé akademie věd, Praha 1953, společně s Františkem Hrubínem,
- Kálidása: Oblak poslem lásky, SNKLHU, Praha 1954,
- Kálidása: Šest ročních dob, Nakladatelství Československé akademie věd, Praha 1956,
- Láska a odříkání, Edvard Beaufort, Praha 1948, výbor ze staré indické lyriky,
- Rámájanam, SNKLHU, Praha 1957, zkrácený překlad staroindického eposu,
- Sattasaí, Symposion, Praha 1947,
- Sómadéva: Démonovy povídky, SNKLHU, Praha 1956,
- Védské hymny, Symposion, Praha 1948.